# Castelul Bunei Speranțe
Vezi și: Capul Bunei Speranțe
Castelul Bunei Speranțe (engleză: Castle of Good Hope; olandeză: Kasteel de Goede Hoop; Afrikaans: Kasteel die Goeie Hoop) este o fortificație bastionară construită în secolul al XVII-lea în Cape Town, din Africa de Sud, de Compania Olandeză a Indiilor de Est (VOC).

## Simbolism
Înainte de a fi înlocuită în 2003, forma distinctivă a castelului pentagonal a fost folosită pe steagurile Forțelor Armate Sud-Africane, a căpătat baza unora din însemnele de stabilire a rangului pentru maior și mai sus de atât și a fost utilizată pe avioanele militare ale Forțelor Aeriene Sud-Africane.

Emblema Forțelor de Apărare Sud-Africane de la 1994 la 2003
Emblema navală a Africii de Sud înainte de 1994, arătând însemnul castelului
Rondelă a Forțelor Aeriene Sud-Africane de la 1982 la 2003